# Iolaphilus lukabas
Iolaphilus lukabas är en fjärilsart som beskrevs av Druce 1890. Iolaphilus lukabas ingår i släktet Iolaphilus och familjen juvelvingar. Inga underarter finns listade i Catalogue of Life.